# Daňkovice

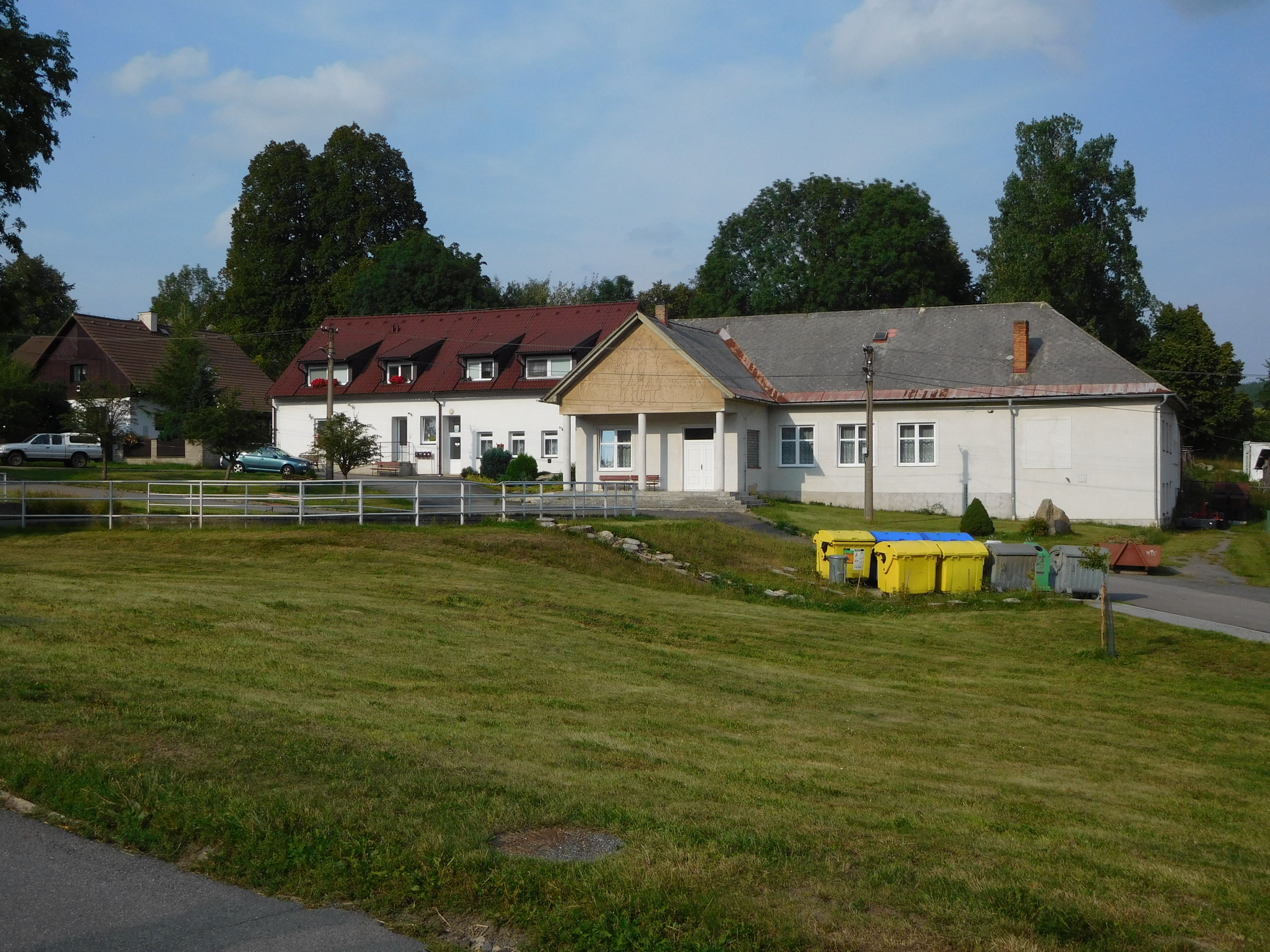
Anger in Daňkovice

Daňkovice (deutsch Dankowitz, auch Dainkowitz, Dankwitz) ist eine Gemeinde in Tschechien. Sie liegt elf Kilometer südwestlich von Polička und gehört zum Okres Žďár nad Sázavou.

## Geographie
Daňkovice am südöstlichen Fuße des Buchtův kopec (Löwenberg, 813 m) im Tal eines linken Zuflusses der Fryšávka in den Saarer Bergen. Nordöstlich erhebt sich der Strom (Stromberg, 771 m) und im Südosten die Rabuňka (722 m).
Nachbarorte sind Krásné im Norden, Spělkov und Kutiny im Nordosten, U Benešů und Borovnice im Osten, Javorek und Jimramovské Paseky im Südosten, Líšná im Süden, Vříšť und Sněžné im Südwesten, Blatiny und Milovy im Westen sowie Zálesí im Nordwesten.

## Geschichte
Das Dorf wurde wahrscheinlich von den Nachkommen Stephans II. von Medlov im Zuge der Kolonisation der mährischen Grenzwälder zu Böhmen gegründet und gehörte zur Herrschaft Pernstein. Die erste urkundliche Erwähnung von Dankowicz erfolgte im Jahre 1350, als Filip von Pernstein seinen Besitz an Jimram von Pernstein verkaufte. Seit 1483 ist in Dankowicz ein Richter nachweisbar. Zu dieser Zeit bestand der Ort aus sieben Anwesen. Bei der Teilung der Herrschaft Pernstein kam Daňkovice im Jahre 1500 zum Neustadtl-Ingrowitzer Anteil und von 1564 bis 1848 war das Dorf Teil der Herrschaft Ingrowitz. 1750 bestand Daňkovice aus acht Bauernwirtschaften und 13 Häuslern. Aus dieser Zeit stammt auch das älteste überlieferte Ortssiegel. Nach dem Josephinischen Toleranzpatent trat der größte Teil der Bewohner von Dainkowitz nach 1782 zum Protestantismus über und schloss sich der Reformierten Kirche in Ingrowitz an. Zwischen 1785 und 1788 entstand ein hölzernes Bethaus, das 1818 durch einen steinernen Bau ersetzt wurde. Im Jahre 1830 wechselte die evangelische Filialkirche zur Pfarre im benachbarten Niemetzke.
Nach der Aufhebung der Patrimonialherrschaften bildete Daňkovice ab 1850 eine Gemeinde im politischen Bezirk Neustadtl. Die Gemeinde hatte 371 Einwohner und ihr Kataster umfasste 524 Morgen Land. Der jüdische Unternehmer Emil Haas gründete im 19. Jahrhundert eine Grobschneiderei, außerdem gab es in Daňkovice drei Ziegeleien und die Bewohner verdienten sich mit der Hausweberei ein Zubrot. Mit Unterstützung des Protestantisch-kirchlichen Hilfsvereins Basel entstand zu Beginn des 20. Jahrhunderts eine eigene Kirchgemeinde, die sich 1904 von Niemetzke trennte. 1905 wurde die Filiale Daňkovice wurde Pfarrkirche erhoben.
1939 eröffnete westlich des Dorfes das Kindergenesungsheim Buchtův kopec. Nach der deutschen Besetzung wurde das Sanatorium von der Wehrmacht besetzt und zum Ausbildungszentrum der Hitlerjugend umgewandelt. Zwischen 1944 und 1945 operierte in der Gegend die Partisanenabteilung Jermak. Am 10. Mai 1945 kam es zu einer Schießerei zwischen Partisanen und der Wehrmacht. Nach dem Ende des Zweiten Weltkrieges entstand im Sanatorium eine TBC-Heilstätte, die heute als Heilstätte für Lungenkrankheiten und Langzeittherapie dem Krankenhaus Nové Město na Moravě angeschlossen ist. Die Grobschneiderei stellte 1947 den Betrieb ein. 1949 wurde Daňkovice dem Okres Žďár nad Sázavou zugeordnet. 1973 brannte das Pfarrhaus aus. Auf dem Buchtův kopec wurde 1970 eine Flugsicherungsanlage errichtet. 1980 erfolgte die Eingemeindung nach Sněžné. Seit 1990 besteht die Gemeinde Daňkovice wieder.

## Gemeindegliederung
Für die Gemeinde Daňkovice sind keine Ortsteile ausgewiesen. Grundsiedlungseinheiten sind Daňkovice und Daňkovice-sanatorium.

## Sehenswürdigkeiten
- Kirche der Böhmischen Brüdergemeine, erbaut 1818 als Kirche der Reformierten Gemeinde und 1905 zur Pfarrkirche erhoben. Seit 2000 ist die Pfarrstelle unbesetzt und wird vom Pfarrer aus Sněžné verwaltet.
- Friedhof
- evangelisches Pfarrhaus, erbaut 1908 von Baumeister Jan Veselský aus Polička
- zwei geschützte Sommerlinden von 21 und 23 m Höhe
- Reste der Burg Štarkov, auch Stařechovice bzw. Skály genannt, südöstlich des Dorfes
- Buchtův kopec mit Baude

## Söhne und Töchter der Gemeinde
- Emil Musil-Daňkovský (1857–1941), eigentlich Emil Musil, Schriftsteller